# Adolf Kern (Komponist)
Adolf Kern (* 9. November 1906 in Stuttgart; † 11. März 1976 in Schwäbisch Gmünd) war ein deutscher Komponist, Kirchenmusiker, Organist, Chorleiter und Dozent.

## Leben und Wirken
Sein Vater, damals Beamter bei der Königlich-Württembergischen Staatseisenbahn, ermöglichte ihm und seiner älteren Schwester den Unterricht in Klavier und Violine, wobei im Klavierspielen anfangs die ältere Schwester den kleinen Bruder unterrichten musste, denn soviel verdiente der Vater nicht, um zwei Kindern Instrumentalunterricht zu ermöglichen.
Im Lehrerseminar in Künzelsau, für das er ein Stipendium hatte, erhielt er erstmals Orgelunterricht und war fortan von diesem Instrument besessen. Mit 17 Jahren gab er sein erstes Orgelkonzert, in dem er das B-A-C-H von Franz Liszt spielte. 1926 begann er sein Studium an der Musikhochschule in Stuttgart, denn das Land Württemberg stellte damals aus Geldmangel keine Lehrer mehr ein. Er studierte Klavier, Orgel und Tonsatz/Komposition bei Professor Hermann Keller und Dirigieren bei GMD Carl Leonhardt und legte zwischen 1929 und 1934 die A-Prüfung für Evangelische Kirchenmusik, das Staatsexamen für das Lehramt an Höheren Schulen sowie die Kapellmeister-Prüfung ab.
Die Spannungen zwischen ihm und seinem Vater veranlassten ihn, von Stuttgart wegzuziehen und 1927 nach Ulm zu übersiedeln. Ein Grund war der, dass der Sohn unablässig Geld für Noten und Bücher brauchte, was dem Vater völlig unverständlich war. Dieses Unverständnis zwischen Vater und Sohn Adolf Kern sollte ein Leben lang anhalten: Der Vater liebte Militärparaden, Uniformen und Blasmusik, was dem Sohn ein Gräuel war.
In Ulm war er Organist am Münster, Kantor an der Synagoge und Kapellmeister am städtischen Theater. In Ulms Nachbarstadt Neu-Ulm war er als Organist und Chorleiter an der evangelischen Petruskirche tätig. Die musikalischen und gesellschaftlichen Kontakte zu jüdischen Familien in Ulm, wo man ihn besonders als versierten Klavierbegleiter und Kammermusiker schätzte, sollten ihn nachhaltig prägen. Er selbst bezeichnete diese Zeit zwischen 1927 und 1932 als absoluten Glücksfall für seine geistige, künstlerische und menschliche Entwicklung, zeigte ihm doch das jüdische Bildungsbürgertum einen Weg in die geistige und künstlerische Freiheit. 1931 organisierte er ein Benefiz-Konzert in der Synagoge zu Gunsten der Arbeitslosen in Ulm.
Im Jahr 1931 wurde ihm eine Stelle als Lehrer angeboten unter der Bedingung, dass er den Dienst an der Synagoge quittiere. Nach einem Gespräch mit dem Rabbiner riet ihm dieser, die Staatsstelle anzunehmen und zu kündigen. Eine feste Anstellung oder gar Verbeamtung wurde ihm während des Dritten Reiches versagt. Seine Aktivitäten als Kirchenmusiker waren seinen Vorgesetzten mehr als ein Dorn im Auge. Der Süddeutsche Rundfunk gab ihm Kompositions-Aufträge für Hörspielmusiken und sendete auch Werke von ihm, aber er durfte sie nicht selbst einspielen bzw. aufnehmen, da er keine „Mikrophon-Erlaubnis“ hatte.
Oktober 1937 beantragte Kern die Aufnahme in die NSDAP und wurde rückwirkend zum 1. Mai desselben Jahres aufgenommen (Mitgliedsnummer 5.890.850). Der Kriegsdienst blieb ihm nicht erspart, und 1943 kam er ins Lazarett nach Schwäbisch Gmünd. Der diensthabende Arzt, ein begeisterter Amateur-Geiger, ermöglichte ihm das Musizieren und Orgelspielen durch ärztlich verordneten „Urlaub“. So versah er unter anderem an den hohen Feiertagen der letzten Kriegsjahre den Gottesdienst am katholischen Hl. Kreuz Münster in Schwäbisch Gmünd. Kern wurde im Zuge eines Spruchkammerverfahrens in die Gruppe der Nichtbetroffenen eingestuft.
Sofort nach Kriegsende wurde Adolf Kern im Jahr 1945 als Schulleiter an das Staatliche Waisenhaus in Schwäbisch Gmünd berufen. Von 1952 bis 1972 war er an der dortigen Pädagogischen Hochschule tätig, zunächst als Dozent, ab 1963 als Professor für Musikerziehung und Didaktik.
Sehr viele Kompositionen von Adolf Kern sind aus praktischen Anlässen heraus entstanden für einen kleinen Kreis von Freunden, für Schüler, Studenten und später dann für seine Kinder. Es gibt deshalb eine Fülle an Kammermusikwerken mit Klavier in den verschiedensten Besetzungen, Lieder, aber auch Werke für Orchester, Opern und Operetten. Sein Kompositionsstil ist der Spätromantik verhaftet mit durchaus überschaubaren Formen und einer zwingenden harmonischen Logik. Viele seiner wichtigsten Werke veröffentlichte der aka-Musikverlag seiner Tochter Anne Kern, so mehrere Blockflötensonaten, aber auch Orgelwerke oder die sogenannten „Predigerchöre a cappella“. Eine Blockflötensonate erschien bei Möseler.
Adolf Kern starb am 11. März 1976 in Schwäbisch Gmünd. Ein Teilnachlass ist im Stadtarchiv Schwäbisch Gmünd überliefert.

## Werke (Auswahl)
- Kleine Suite für Altsaxophon/B-Klarinette und Klavier (1929)
- Zwei Geistliche Lieder für Mezzosopran (Sopran) und Orgel nach Texten aus Jesaja (1930), geschrieben für die Ulmer Synagoge
- Parodien fürs Gemüt für Singstimme, Altsaxophon (z. T.) und Klavier
- Suchet den Ewigen
- Kleine Suite für Altsaxophon und Klavier
- 24 Stücke durch alle Tonarten für Klavier
- Predigerchöre a cappella
- „John Riley“ Variationen-Suite d-Moll für Streichorchester
- Praeludium, Adagio und Choral über „Ach wie flüchtig, ach wie nichtig“ für Blockflöte/Querflöte und Klavier (1966)
- Sonate für Bratsche und Orgel e-Moll (1974)